# Fabien Vial
Pour les articles homonymes, voir Vial.
Pas d'image ? Cliquez ici

a Compétitions nationales et continentales officielles uniquement.

Dernière mise à jour le 10 mai 2025.
Fabien Vial, né le 21 mai 1995, est un joueur français de rugby à XV évoluant au poste de pilier à l'US Marmande.

## Carrière

### Formation
Fabien Vial est issu du centre de formation du CS Bourgoin-Jallieu.

### En club
Fabien Vial commence sa carrière professionnelle avec son club formateur de Bourgoin lors de la saison 2015-2016 de Pro D2.
En juillet 2018, il rejoint le Stado Tarbes Pyrénées rugby en provenance de l'US Oyonnax avec qui il n'a pas joué le moindre match.
En fin de saison 2020-2021, il quitte la Bigorre pour rejoindre la Fédérale 1 et l'US Marmande.

## Palmarès
Néant